# Orlando Hernández (zapaśnik)
Orlando Hernández – kubański zapaśnik walczący w stylu wolnym. Srebrny medalista igrzysk panamerykańskich w 1991 i brązowy w 1987. Pięć razy na podium mistrzostw panamerykańskich, złoto w 1988. Triumfator igrzysk Ameryki Środkowej i Karaibów w 1986 i 1990. Mistrz Ameryki Centralnej w 1990. Trzeci w Pucharze Świata w 1986 i 1991; czwarty w 1990 roku.